# Whiskas
Whiskas («Ві́скас») — серія кормів для кішок, що випускаються американською продовольчою компанією Mars в її підрозділі Masterfoods. В асортимент компанії входять різні сухі і вологі корми для кішок.

## Реклама
Рекламний слоган в Україні — «Ваша кицька купила б Whiskas».

## Апеллятівізація
Нині назва «віскас» все частіше вживається для позначення певного забарвлення кішок. Широка поширеність використання імені бренду як терміна пояснюється тим, що протягом багатьох років в рекламних роликах Whiskas «головним героєм» було кошеня британської породи відповідного забарвлення. Фахівці зазвичай класифікують його як «чорно-сріблястий макрель» (код ns23) або «мармуровий теббі». Апеллятів не є зареєстрованим назвою окраси або породи та вживається переважно непрофесіоналами або в неофіційному листуванні/бесіді.

## Критика
Whiskas зазнає критики вчених та господарів як такий, що «негативно позначається на здоров’ї кішки». Така інформація є на офіційному сайті в США.

## Галерея

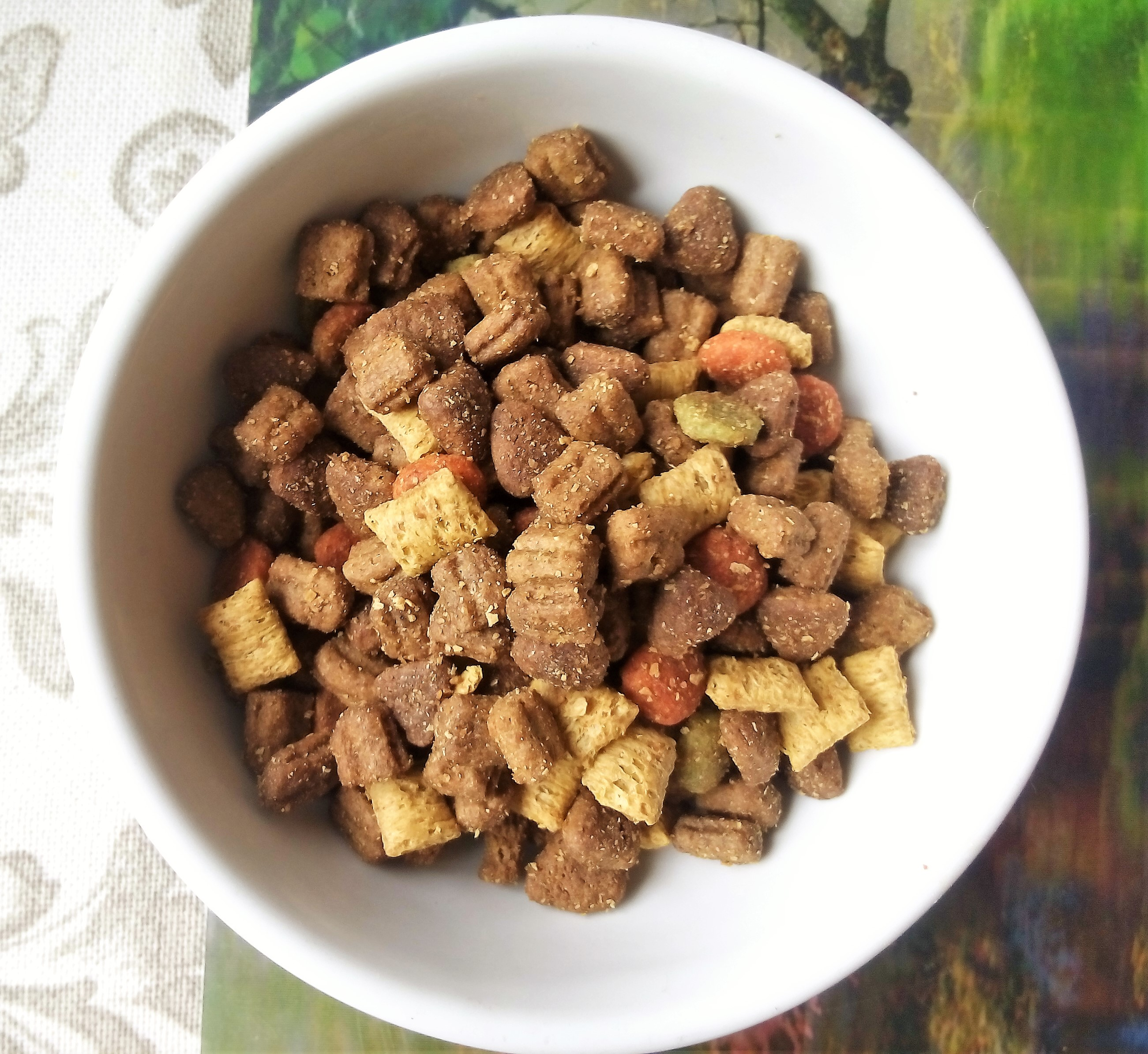
Сухий корм для кішок з куркою. Україна, 2017
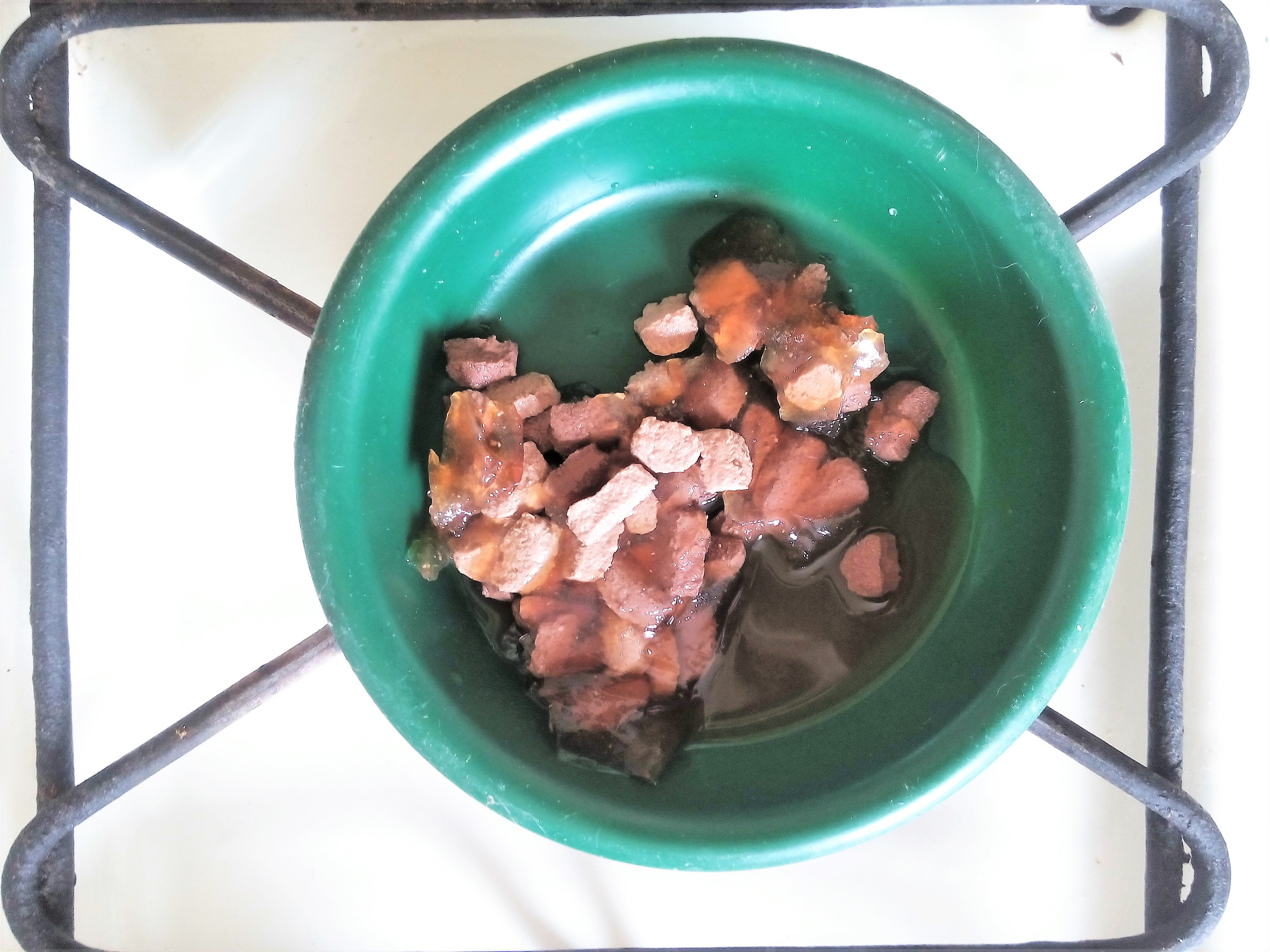
Корм для кішок з куркою, желе. Україна, 2017